# Flávio Saretta
Flávio Saretta Filho (ur. 28 czerwca 1980 w Americanie) – brazylijski tenisista, reprezentant w Pucharze Davisa, olimpijczyk z Aten (2004).

## Kariera tenisowa
W latach 1998−2009 Saretta występował jako tenisista zawodowy.
W grze pojedynczej wygrał 7 turniejów rangi ATP Challenger Tour. W rozgrywkach deblowych, oprócz zwycięstw w zawodach ATP Challenger Tour, Brazylijczyk w roku 2004 odniósł triumf w Umagu, turnieju wchodzącym w skład cyklu ATP World Tour. Partnerem deblowym Saretty był José Acasuso, a w finale południowoamerykański duet pokonał debel Jaroslav Levinský−David Škoch.
W latach 2002−2007 Saretta reprezentował Brazylię w Pucharze Davisa. Rozegrał przez ten okres 14 meczów singlowych, z których 9 wygrał, a w deblu odniósł 1 zwycięstwo.
Saretta raz zagrał na igrzyskach olimpijskich, w Atenach (2004), odpadając z turnieju singlowego w 1 rundzie i ponosząc porażkę w 2 rundzie zawodów deblowych (wspólnie z André Sá).
W 2007 Brazylijczyk zdobył złoty medal w singlu podczas igrzysk panamerykańskich w Rio de Janeiro, po zwycięskim finale z Adriánem Garcíą.
Najwyżej sklasyfikowany w rankingu singlistów był na 44. miejscu we wrześniu 2003 roku, z kolei w zestawieniu deblistów pod koniec lipca 2004 roku zajmował 78. pozycję.

### Finały w turniejach ATP World Tour
| Legenda                                      |
| -------------------------------------------- |
| Wielki Szlem                                 |
| Igrzyska olimpijskie                         |
| Tennis Masters Cup / ATP Finals              |
| ATP Masters Series / ATP Tour Masters 1000   |
| ATP International Series Gold / ATP Tour 500 |
| ATP International Series / ATP Tour 250      |

#### Gra podwójna (1–0)
| Końcowy wynik | Nr | Data          | Turniej | Nawierzchnia | Partner      | Przeciwnicy                   | Wynik finału  |
| ------------- | -- | ------------- | ------- | ------------ | ------------ | ----------------------------- | ------------- |
| Zwycięzca     | 1. | 25 lipca 2004 | Umag    | Ceglana      | José Acasuso | Jaroslav Levinský David Škoch | 4:6, 6:2, 6:4 |